# Bretleben
Bretleben è una frazione della città tedesca di An der Schmücke, nel Land della Turingia.

## Storia
Il 1º gennaio 2019 il comune di Bretleben venne fuso con la città di Heldrungen e con i comuni di Gorsleben, Hauteroda, Hemleben e Oldisleben, formando la nuova città di An der Schmücke.